# بخش مشکان (نی‌ریز)
بخش مشکانبخشی  در شهرستان نی‌ریز استان فارس ایران می‌باشد.

## تاریخچه
با اولین تقسیمات کشوری طبق نظم فعلی بخش نی ریز با ۳ دهستان حومه ، دهستان آباده طشک و دهستان مشکان در تابعیت شهرستان فسا تشکیل شد. در سال ۱۳۳۷ با ارتقا بخش نی ریز به شهرستان ، با ۳ بخش مرکزی، آباده طشک و پشتکوه تصویب گردید. که دهستان مشکان به بخش پشتکوه با مرکزیت روستای مشکان با ۳ دهستان مشکان، قطرویه و ریزاب ارتقا یافت. سال ۶۵ منطقه چاهک از این بخش جدا و به بخش هرات (شهرستان خاتم کنونی) در استان یزد الحاق شد. در سال ۱۳۷۱ نام دهستان مشکان به دهستان دهچاه تغییر نام داد. در سال ۱۳۸۰ با انتزاع دو دهستان قطرویه و ریزاب از این بخش، بخش قطرویه تشکیل گردید و همزمان دهستان مشکان نیز دوباره ایجاد شد. خرداد ماه ۱۴۰۳ نام بخش پشتکوه با درخواست مردم و تصویب دولت به بخش مشکان تغییر نام داد ‌.

## تقسیمات کشوری
- بخش مشکان
  - دهستان مشکان
  - دهستان دهچاه

شهر: مشکان

## جاذبه‌های گردشگری
بخش مشکان دارای تفرجگاه‌های زیادی همچون دریاچه سد گنوی مشکان در ۱۵ کیلومتری جاده مشکان به نی ریز پایین دست چشمه سفیدار واقع شده است. سد خاکی ارتفاع آن ۶۷ متر و طول دهانه آن ۲۰۰ متر و وسعتی حدود 60 هکتار دارا می باشد . آب پشت آن کاملا شیرین و از چشمه گنو تامین میگردد و تعدادی گونه های ماهی آب شیرین در این دریاچه زیست می کنند. 
- دشت لاله‌های واژگون مشکان

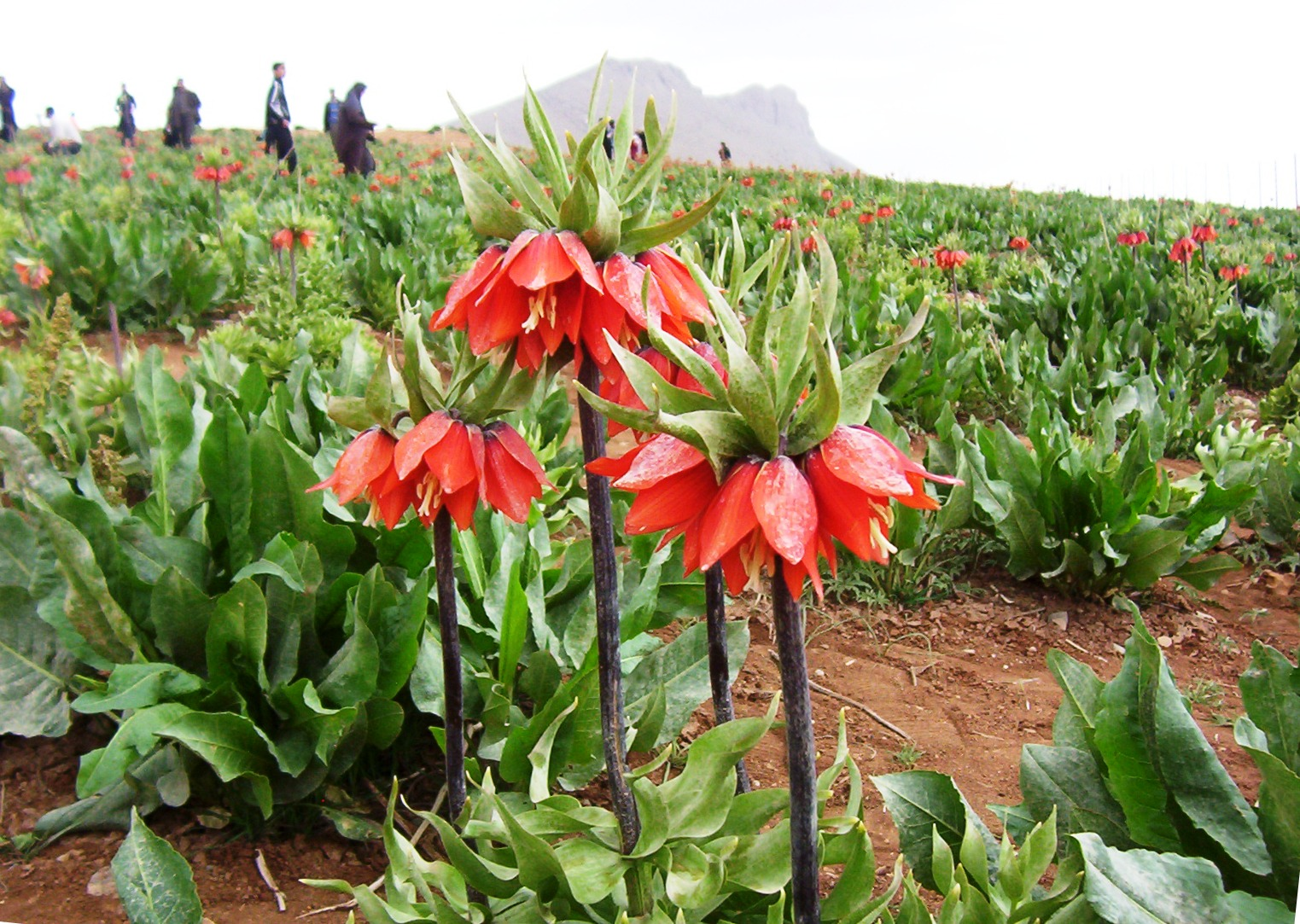

لاله واژگون به عنوان گیاهی که تنها رویشگاه آن در جهان ایران می‌باشد توسط سازمان محیط زیست به عنوان اثر طبیعی ملی نام گرفته‌است و در ایران در چند نقطه گزارش رویش داشته‌است از جمله مشکان که در ۱۰کیلومتری غرب این شهر در منطقه جاشترگ واقع است فصل رویش این گونه نادر اواخر فروردین تا اواسط اردیبهشت ماه است.
- دشت انسلوت دهچاه

دشت گل انسلوت (نام علمی:سریش) در روستای دهچاه بخش مشکان شهرستان نی ریز در کیلومتر ۵۰ جاده نی ریز به مشکان واقع شده است.
منابع محلی می گویند این گیاه دانه هایی دارد که برای ترشی و همچنین یک نوع غذای محلی استفاده می شود. 
گل‌های آن تبدیل به دانه هایی اندازه حبه قند می‌شود که آن را پخته و با تخم مرغ یا ماست و کشک استفاده می کنند که طبع گرمی دارد.
گیاه انسلوت در دشت دهچاه از اواسط فروردین تا اواسط اردیبهشت گل می دهد و همه ساله مناظر زیبایی ایجاد می کند.
- جنگل بنه قرجه:

این جنگل بکر و کهن در مجاورت مرز دو استان یزد و فارس در ۲۵ کیلومتری شهر مشکان و در کنار روستای قرجه واقع شده است و هرساله پذیرای گردشگران زیادی مخصوصا از استان کویری یزد می باشد.
- جنگل بادام کوهی سیرگ:

این جنگل زیبا در محور جدید نی ریز به مشکان معروف به نقارخانه و در کنار روستای سیرگ واقع شده است و علاوه بر زیبایی سالانه مقدار زیادی میوه بادام کوهی را روانه بازار می کند.
دیگر مناطق گردشگری شامل سرسبز- لاهور - کوربولو - جاماسب حکیم - کهتویه - معدن - کشوری است. و… است.
همچنین قسمتی از منطقه حفاظت شده بهرام گور در نزدیکی روستای دهچاه و غوری و با حیات وحش بسیار کمیاب با گونه های مانند گور ایرانی کل و بز و.... بخشی از جاذبه های طبیعی این بخش هستند.